# Alexander Glebov
Alexander Glebov est un skieur alpin slovène naturalisé russe, né le 15 juillet 1983 à Maribor.

## Biographie
Il est né à Maribor en Yougoslavie d'un père russe et d'une mère portugaise.
Il commence dans les compétitions officielles de la FIS lors de la saison 1998-1999.
Il démarre en Coupe du monde en novembre 2004. Il obtient ses premiers points en décembre 2007 au super G de Val Gardena (25e).
En 2011, il decide de changer de nationalité de slovène à russe. En 2012, il intègre l'équipe nationale russe.
Aux Jeux olympiques d'hiver de 2014, il est 23e de la descente et ne termine pas le super G.
Il compte deux participations aux Championnats du monde en 2013 et 2015, obtenant son meilleur classement en 2013 (28e de la descente).
Il obtient son premier podium en Coupe d'Europe en mars 2013 au super G de Sotchi.